# Mącze
Mącze (deutsch Monczen, 1938 bis 1945 Montzen) ist ein Dorf in der polnischen Woiwodschaft Ermland-Masuren, der zur Gmina Ełk (Landgemeinde Lyck) im Powiat Ełcki (Kreis Lyck) gehört.

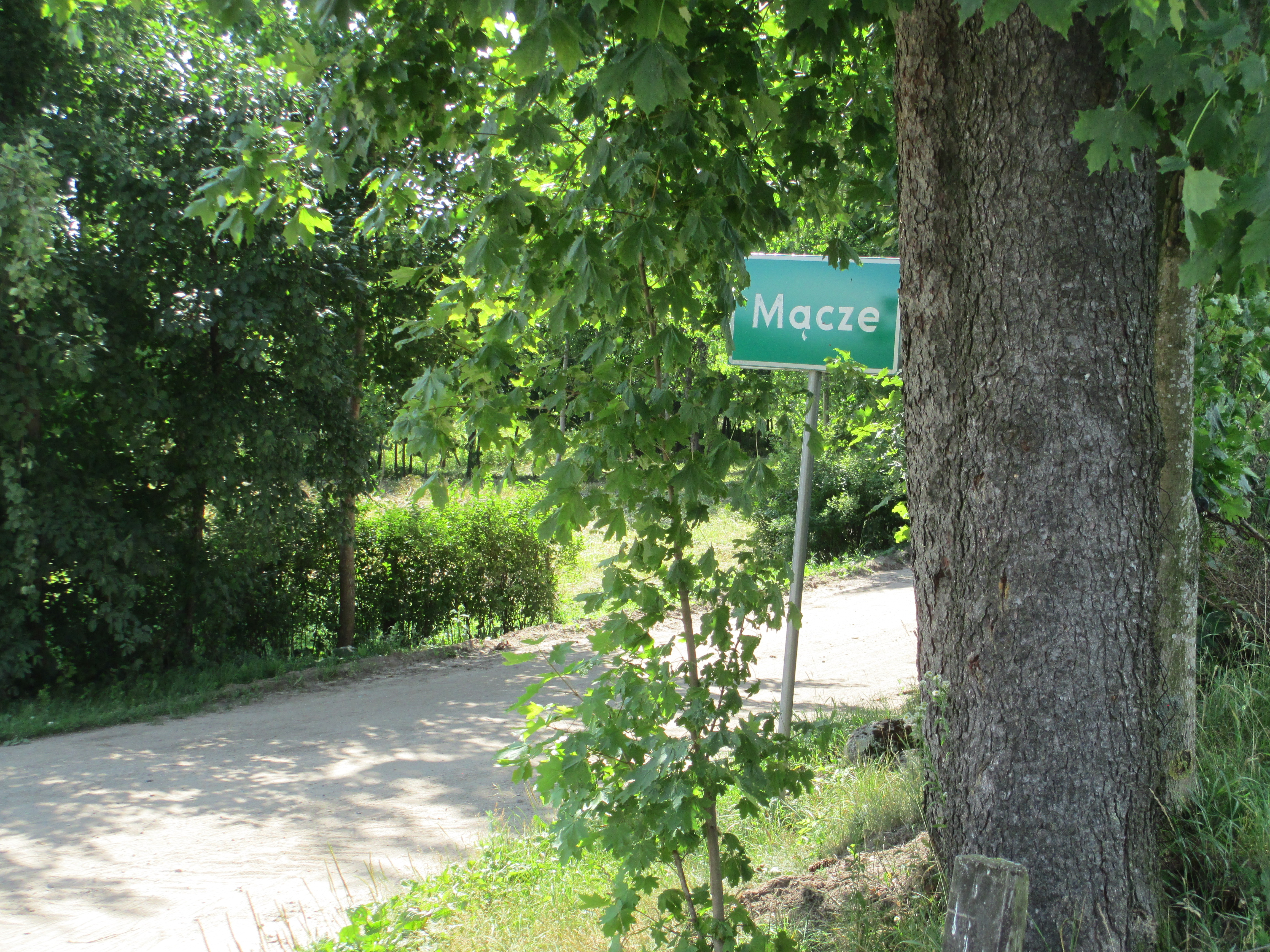
Ortseinfahrt von Mącze

## Geographische Lage
Mącze liegt südlich der beiden kleinen Seen Jezioro Mącze Duże und Jezioro Mącze Małe im südlichen Osten der Woiwodschaft Ermland-Masuren, sieben Kilometer südwestlich der Kreisstadt Ełk (Lyck).

## Geschichte
Um das Jahr 1539 wurde das vor 1785 Holtunien, nach 1785 Montschen, nach 1818 Moncien und bis 1938 Monczen genannte Dorf gegründet.
Von 1874 bis 1945 war das Dorf in den Amtsbezirk Lyck-Land mit Sitz in Neuendorf (polnisch Nowa Wieś Ełcka) eingegliedert, der zum Kreis Lyck im Regierungsbezirk Gumbinnen (ab 1905: Regierungsbezirk Allenstein) der preußischen Provinz Ostpreußen gehörte.
Im Jahr 1910 waren in Monczen 106 Einwohner registriert. Aufgrund der Bestimmungen des Versailler Vertrags stimmte die Bevölkerung im Abstimmungsgebiet Allenstein, zu dem Monczen gehörte, am 11. Juli 1920 über die weitere staatliche Zugehörigkeit zu Ostpreußen (und damit zu Deutschland) oder den Anschluss an Polen ab. In Monczen stimmten 80 Einwohner für den Verbleib bei Ostpreußen, auf Polen entfielen keine Stimmen.
Die Einwohnerzahl betrug im Jahre 1933 103 und belief sich – nachdem das Dorf am 3. Juni 1938 die Umbenennung in „Montzen“ erhalten hatte – im Jahr 1939 auf 115.
In Kriegsfolge kam das Dorf 1945 mit dem gesamten südlichen Ostpreußen zu Polen und trägt seither die polnische Namensform „Mącze“. Heute ist es Sitz eines Schulzenamtes (polnisch Sołectwo) und gehört somit zum Verbund der Gmina Ełk (Landgemeinde Lyck) im Powiat Ełcki (Kreis Lyck), vor 1998 der Woiwodschaft Suwałki, seither der Woiwodschaft Ermland-Masuren zugehörig.

## Religionen
Bis 1945 war Monczen in die evangelische Pfarrkirche Lyck in der Kirchenprovinz Ostpreußen der Kirche der Altpreußischen Union sowie in die katholische St.-Adalbert-Kirche Lyck im Bistum Ermland eingepfarrt. Auch heute noch besteht für Mącze die kirchliche Verbindung zur Kreisstadt.

## Verkehr
Mącze ist von Talusy (Thalussen, 1938 bis 1945 Talussen) an der polnischen Landesstraße 16 (einstige deutsche Reichsstraße 127) aus über eine – zum Teil recht unwegsame – Nebenstraße in Richtung Szarejki (Sareyken, 1938 bis 1945 Sareiken) zu erreichen.